# Gretna Green
Gretna Green è un villaggio nel sud della Scozia famoso per i matrimoni in fuga. È situato nel Dumfriesshire, vicino alla foce del fiume Esk, ed è considerato storicamente il primo villaggio in Scozia, seguendo la vecchia rotta della carrozza da Londra a Edimburgo. La stazione ferroviaria di Gretna Green serve sia Gretna Green che Gretna.
Il disastro ferroviario di Quintinshill, il peggiore incidente ferroviario nella storia britannica (226 morti registrati), avvenne nei pressi di Gretna Green nel 1915.
Gretna Green si trova accanto alla città principale di Gretna. Entrambi sono accessibili dall'autostrada A74 (M) e si trovano vicino al confine della Scozia con l'Inghilterra.